# Jeroen van Kan
Jeroen van Kan (Hoorn, 18 november 1968) is een Nederlandse journalist, presentator en dichter.
Van Kan begon zijn loopbaan bij de lokale radiozender AmsterdamFM, werkte als redacteur bij De Digitale Stad en kwam uiteindelijk terecht bij AT5, waar hij vele jaren het nieuws las en praatprogramma's presenteerde.
Uiteindelijk keerde hij terug naar de radio, eerst naar BNR Nieuwsradio, waar hij inviel bij onder andere De Powerlunch, en later naar het VPRO-programma De Avonden, dat hij elke maandag en vrijdag presenteerde. Sinds 2015 is Van Kan nieuwslezer van het NOS Journaal op de radio en bij de tv-journaals is hij buiten beeld te horen (voice-over). Sedert 27 maart 2016 presenteerde hij, aanvankelijk als invaller, het televisieprogramma Boeken. Na het overlijden van Wim Brands werd hij de vaste presentator. Vanaf januari 2017 deed hij dat in afwisseling met Carolina Lo Galbo. Per 26 mei 2019 is hij gestopt met het programma vanwege zijn benoeming als directeur van Stichting Literaire Activiteiten Amsterdam (SLAA). Hij is ook invalpresentator geweest voor het VPRO-radioprogramma Bureau Buitenland.
Daarnaast is Van Kan ook actief als redacteur van literaire tijdschriften. Tot 2007 maakte hij deel uit van de redactie van De Tweede Ronde. Daarna stapte hij over naar Tirade.
In 2017 werd bekend dat Van Kan jarenlang in literair tijdschrift Het liegend konijn gedichten had gepubliceerd onder het pseudoniem Wesley Albstmeyer. In juni van dat jaar verscheen onder eigen naam een debuutbundel bij Em. Querido's Uitgeverij, getiteld De wereld onleesbaar.

### Bestseller 60
| Boeken met noteringen in de Nederlandse Bestseller 60 | Jaar van verschijnen | Datum van binnenkomst | Hoogste positie | Aantal weken | Opmerkingen                    |
| ----------------------------------------------------- | -------------------- | --------------------- | --------------- | ------------ | ------------------------------ |
| Nederland                                             | 2015                 | 14-10-2015            | 9               | 6            | in samenwerking met Wim Brands |